# Iryna Leschtschanka
Iryna Leschtschanka (belarussisch Ірына Лешчанка, englisch Iryna Leshchanka, geb. Крыўко/Kryuko, * 30. Juli 1991 in Sjanno, Weißrussische SSR, Sowjetunion) ist eine belarussische Biathletin. 2011 debütierte sie im Biathlon-Weltcup und kam dort im Dezember 2017 erstmals in einem Einzelrennen auf das Podium. Mit der Staffel wurde sie 2018 Olympiasiegerin.

## Werdegang

### Anfänge und erste Weltcupeinsätze (bis 2014)
Leschtschanka wurde im Nordosten von Belarus in der Region Wizebsk geboren. Nach der Scheidung ihrer Eltern wuchs sie mit ihrem jüngeren Bruder Wiktar Kryuko – der später ebenfalls als Biathlet im Weltcup startete – bei ihrer Mutter auf. Während ihrer Kindheit brannte das Haus der Familie ab; sie zog daraufhin in die Nähe der örtlichen Sportschule. Auf Anregung ihres Sportlehrers begann Leschtschanka mit dem Biathlontraining. Ihre ersten internationalen Wettkämpfe im Nachwuchsbereich bestritt sie bei den Jugendweltmeisterschaften 2009 in Canmore, wo sie mit Nelia Nikalajewa und Darja Neszertschyk in der Staffel Silber gewann und als Vierte des 10-Kilometer-Einzelwettkampfs eine Medaille um zehn Sekunden verpasste. Bis 2012 nahm Leschtschanka weiterhin regelmäßig an den Welt- und Europameisterschaften ihrer Altersklasse teil. 2010 holte sie mit der Staffel die Bronzemedaille bei den Jugendweltmeisterschaften, 2011 ein weiteres Mal Bronze als Startläuferin der Mixed-Staffel bei den Juniorenwettkämpfen der Europameisterschaften. Ihre erste internationale Einzelmedaille gewann sie als Dritte der Verfolgung bei den Juniorenweltmeisterschaften 2012 in Kontiolahti.
Im Winter 2010/11 debütierte Leschtschanka im IBU-Cup, der zweithöchsten Rennserie im Erwachsenenbereich. Bei allen Wettkämpfen kam sie unter die besten 40, als bestes Saisonergebnis erreichte sie einen 19. Platz in der Verfolgung von Obertilliach. Ein Jahr darauf erhielt sie erste Einsätze im Biathlon-Weltcup, wo sie als 40. im Verfolgungsrennen von Hochfilzen im Dezember 2011 ihren ersten Weltcuppunkt gewann. Bei den Weltmeisterschaften 2012 gab Leschtschanka bei ihrem einzigen Start im Einzel den Wettbewerb vorzeitig auf. Bis 2014 wurde sie abwechselnd für den IBU-Cup und den Weltcup nominiert, zunächst ohne sich auf Dauer in der ersten belarussischen Mannschaft zu etablieren. Bei den von vielen Weltcupstarterinnen ausgelassenen Europameisterschaften 2014 gewann Leschtschanka die Bronzemedaille im Einzel – 9,7 Sekunden hinter der Siegerin Audrey Vaillancourt – und wurde an der Seite von Ala Talkatsch, Aksana Schymanowitsch und Nastassja Kalina Staffel-Europameisterin.

### Etablierung im Weltcup und Olympiasieg (seit 2014)
Ab der Saison 2014/15 wurde Leschtschanka zum festen Bestandteil des belarussischen Weltcupteams. Im Januar 2015 lief sie in Ruhpolding mit der Staffel um Nadseja Skardsina, Nadseja Pissarawa und Darja Domratschawa auf Rang zwei und stand damit erstmals auf dem Podium eines Weltcuprennens. Als bestes Einzelergebnis erzielte sie einen neunten Rang in der Verfolgung von Nové Město. In den zwei folgenden Wintern hielt sie dieses Niveau und belegte im Gesamtweltcup die Ränge 54 und 38. Sie blieb damit hinter den Ergebnissen von Domratschawa und Skardsina zurück – die sie in einem späteren Interview als die „beiden Anführerinnen“ des Teams bezeichnete –, zählte aber neben ihnen zu den stärksten Biathletinnen ihres Landes. Im Dezember 2017 war Leschtschanka beim Massenstart von Annecy-Le Grand-Bornand die einzige Sportlerin im 30-köpfigen Feld, die mit allen 20 Schüssen traf, und belegte mit 11,2 Sekunden Rückstand auf Justine Braisaz den zweiten Platz. Bei den Winterspielen 2018 in Pyeongchang gehörte Leschtschanka zum belarussischen Olympiaaufgebot und nahm an fünf von sechs Wettkämpfen teil. Ihr bestes Einzelresultat war der 17. Rang, den sie in Sprint und Verfolgung erreichte. In der olympischen Staffel lief sie an zweiter Position, übernahm das Rennen von Nadseja Skardsina an zehnter Stelle und übergab es als Fünfte an Dsinara Alimbekawa. Schlussläuferin Darja Domratschawa führte das Quartett zum Olympiasieg. Der belarussische Präsident Aljaksandr Lukaschenka zeichnete alle vier Läuferinnen im Februar 2018 mit dem Orden für persönlichen Mut (Ордэн «За асабістую мужнасць») aus.
Sowohl Domratschawa als auch Skardsina traten nach den Winterspielen 2018 zurück. In der neu formierten belarussischen Weltcupmannschaft war Leschtschanka in den Jahren von 2018 bis 2020 die stärkste Athletin. In der Saison 2018/19 erreichte sie in sieben der ersten fünfzehn Weltcuprennen die Top Ten. Zum Saisonende ließ sie für die Vorbereitung auf die Welt- und Europameisterschaften – auf Geheiß ihrer Trainer – mehrere Wettkämpfe aus und fiel im Gesamtklassement des Weltcups vom zwischenzeitlich siebten auf den fünfzehnten Rang zurück. Bei der Heim-EM 2019 in Minsk-Raubitschy gewann sie Bronze im Einzel und Silber in der Verfolgung. Im Jahr darauf fanden die Europameisterschaften ein zweites Mal in Folge in Raubitschy statt, als Dritte des Sprints gewann Leschtschanka eine weitere Medaille.
Während sich das belarussische Frauenteam insgesamt ab dem Winter 2020/21 unter der Leitung von Reinhard Gösweiner und Aleh Ryschankou deutlich verbesserte, ließen Leschtschankas Leistungen nach beziehungsweise stagnierten: Als 45. und 56. der Weltcupgesamtwertung beendete sie die Saisons 2020/21 und 2021/22 jeweils ohne Top-Ten-Ergebnis in einem Einzelrennen und wurde von den vier bis fünf Jahre jüngeren Dsinara Alimbekawa und Hanna Sola übertroffen, die sich insbesondere im Laufen stärker präsentierten. Als Startläuferin der Frauenstaffel erreichte Leschtschanka gemeinsam mit Alimbekawa, Sola und Jelena Krutschinkina bei drei Weltcuprennen zwischen Januar und Dezember 2021 den zweiten Platz. Bei den Olympischen Winterspielen 2022 in Peking war ein 20. Rang in der Verfolgung ihr bestes Einzelresultat.

## Persönliches
Im April 2018 heiratete Iryna Kryuko den belarussischen Biathleten Arzjom Leschtschanka. Ab der Saison 2021/22 tritt sie unter dessen Namen bei Wettbewerben an. Ihr Schwiegervater Wassil Leschtschanka war zunächst Kryukos persönlicher Betreuer und von 2018 bis 2020 Cheftrainer des gesamten Frauenteams.

## Statistiken

### Weltcupplatzierungen
Die Tabelle zeigt alle Platzierungen (je nach Austragungsjahr einschließlich Olympische Spiele und Weltmeisterschaften).
- 1.–3. Platz: Anzahl der Podiumsplatzierungen
- Top 10: Anzahl der Platzierungen unter den ersten zehn (einschließlich Podium)
- Punkteränge: Anzahl der Platzierungen innerhalb der Punkteränge (einschließlich Podium und Top 10)
- Starts: Anzahl gelaufener Rennen in der jeweiligen Disziplin

| Platzierung               | Einzel | Sprint | Verfolgung | Massenstart | Staffel | Gesamt |
| ------------------------- | ------ | ------ | ---------- | ----------- | ------- | ------ |
| 1. Platz                  |        |        |            |             |         |        |
| 2. Platz                  |        |        |            | 1           | 4       | 5      |
| 3. Platz                  |        |        |            |             |         |        |
| Top 10                    |        | 3      | 6          | 5           | 28      | 42     |
| Punkteränge               | 8      | 33     | 29         | 14          | 47      | 131    |
| Starts                    | 22     | 76     | 42         | 14          | 47      | 201    |
| Stand: Saisonende 2021/22 |        |        |            |             |         |        |

### Biathlon-Weltmeisterschaften
Ergebnisse bei Weltmeisterschaften:
| Weltmeisterschaften | Weltmeisterschaften | Einzelwettbewerbe | Einzelwettbewerbe | Einzelwettbewerbe | Einzelwettbewerbe | Staffelwettbewerbe | Staffelwettbewerbe | Staffelwettbewerbe   |
| Jahr                | Ort                 | Sprint            | Verfolgung        | Einzel            | Massenstart       | Frauenstaffel      | Mixedstaffel       | Single-Mixed-Staffel |
| ------------------- | ------------------- | ----------------- | ----------------- | ----------------- | ----------------- | ------------------ | ------------------ | -------------------- |
| 2012                | Ruhpolding          | –                 | –                 | DNF               | –                 | –                  | –                  |                      |
| 2015                | Kontiolahti         | –                 | –                 | 19.               | –                 | 6.                 | –                  |                      |
| 2016                | Oslo                | 66.               | –                 | 64.               | –                 | 18.                | 9.                 |                      |
| 2017                | Hochfilzen          | 36.               | 45.               | 14.               | –                 | 9.                 | 22.                |                      |
| 2019                | Östersund           | 26.               | 33.               | 62.               | 24.               | 11.                | –                  | –                    |
| 2020                | Antholz             | 52.               | 49.               | 30.               | –                 | 13.                | 12.                | –                    |
| 2021                | Pokljuka            | 75.               | –                 | –                 | –                 | 4.                 | –                  | 12.                  |

### Olympische Winterspiele
Ergebnisse bei Olympischen Winterspielen:
|                                             | Einzelwettbewerbe | Einzelwettbewerbe | Einzelwettbewerbe | Einzelwettbewerbe | Staffelwettbewerbe | Staffelwettbewerbe |
| Sprint                                      | Verfolgung        | Einzel            | Massenstart       | Damenstaffel      | Mixedstaffel       |                    |
| ------------------------------------------- | ----------------- | ----------------- | ----------------- | ----------------- | ------------------ | ------------------ |
| Olympische Winterspiele 2018 \| Pyeongchang | 17.               | 17.               | 36.               | 26.               | 1.                 | –                  |
| Olympische Winterspiele 2022 \| Peking      | 60.               | 20.               | 41.               | –                 | 13.                | –                  |